# Lévai Péter
Lévai Péter (Miskolc, 1962. augusztus 8. –) magyar fizikus, kutatóprofesszor, a HUN-REN Wigner Fizikai Kutatóközpont főigazgatója, a Magyar Tudományos Akadémia rendes tagja.

## Élete
1986-ban szerzett fizikus diplomát az Eötvös Loránd Tudományegyetemen, majd az MTA KFKI Részecske- és Magfizikai Kutatóintézet PhD ösztöndíjasa lett. 1989-ben doktorált, és az MTA KFKI RMKI tudományos munkatársa volt, majd 1990 és 1992 között az amerikai Duke Egyetemen és Texas A&M Egyetemen kutatott. 1989 óta tanít az ELTE-n nagyenergiás magfizikát, 1992-ben a fizikai tudomány kandidátusa lett.
1994-től az MTA KFKI RMKI tudományos főmunkatársa, 1999 és 2010 között tudományos tanácsadója volt. 1999-ben az MTA doktora lett, 2000-ben pedig habilitált és az ELTE magántanára lett. 2005 óta a magyar ALICE csoport vezetője a CERN LHC gyorsító mellett folyó nagyenergiás kísérletben. 2010-től 2011-ig az MTA KFKI RMKI igazgatóhelyettese volt, 2011-ben kutatóprofesszor lett. 2012 óta a HUN-REN Wigner Fizikai Kutatóközpont főigazgatója. 2010-ben az MTA levelező, 2016-ban rendes tagjává választották.
Szakterülete a magfizika, kutatási területei az elemi részecskék közötti erős kölcsönhatás és az erősen kölcsönható anyag tulajdonságainak elméleti és kísérleti vizsgálata, valamint a nehézion ütközések.
Nős, egy lánya van.

## Díjai, elismerései
- Ifjúsági díj (KFKI, 1989)
- Akadémiai Ifjúsági Díj (1993)
- Novobátzky Károly-díj (1995)
- Fizikai Díj (MTA, 2001)
- Akadémiai Díj (megosztva, 2003)
- A Magyar Köztársasági Érdemrend lovagkeresztje (polgári tagozat, 2007)
- A Magyar Érdemrend tisztikeresztje (2025)